# Су-15
Су-15 (по кодификации НАТО: Flagon — «графин», обозначение прототипа — Т-58, кодовое название — Изделие 37) — советский истребитель-перехватчик, разработанный в начале 1960-х годов.
Су-15 долгое время составлял основу ПВО ВС Союза ССР и участвовал во множестве происшествий, связанных с полётами иностранных самолётов над территорией СССР. Наиболее известное такое происшествие с участием Су-15 случилось в 1983 году, когда Су-15, пилотируемый Геннадием Осиповичем, сбил южнокорейский пассажирский самолёт Боинг 747. Также Су-15 прервал полёт южнокорейского пассажирского самолёта «Боинг-707» над Кольским полуостровом в 1978 году. В послужном списке этого самолёта имеет место даже таран — он был выполнен в отношении аргентинского транспортного самолёта Canadair CL-44, с грузом израильского оружия для КСИР и иранской армии, нарушившего 18 июля 1981 года государственную границу СССР на территории Армении.

## История создания и производства
Самолёт предназначался для перехвата воздушных целей с диапазоном скоростей 500—3000 км/ч и высот 500—23000 метров. Вывод перехватчика в район встречи с целью и до обнаружения её бортовой радиолокационной станцией (БРЛС) выполнялся с помощью наземного комплекса автоматизированного наведения «Воздух-1». Перехват цели, прицеливание и наведение ракеты с радиолокационной головкой самонаведений (РГС) осуществлялось БРЛС. Ракеты с инфракрасной головкой самонаведения (ИКГСН) имели иной принцип наведения — инфракрасное (тепловое) излучение, которое они улавливали, излучалось непосредственно целью.
Проектирование истребителя-перехватчика в ОКБ П. О. Сухого было начато в 1961 году. В связи с тем, что по указанию Н. С. Хрущёва запрещалась разработка новых типов самолётов, а допускалась только модернизация существующих, новый самолёт рассматривался как модернизация комплекса перехвата на базе истребителя Су-11.
Опытный экземпляр был построен и испытан в 1962 году. Во время государственных испытаний не было существенных замечаний и происшествий. По результатам Госипытаний единственным минусом самолёта была малая дальность полёта. Этот недостаток был устранён за счёт увеличения запаса топлива.
На вооружение Войск ПВО СССР самолёт был принят 30 апреля 1965 года, он был определён в состав комплекса перехвата Су-15-98.
Первый предсерийный Су-15 был собран на авиазаводе в Новосибирске. Самолёту был присвоен внутризаводской индекс изделие 37. В марте 1966 года первый полёт на нём совершил заводской лётчик-испытатель И. Ф. Сорокин, которому впоследствии, во многом именно за эти испытания, было присвоено звание Героя Советского Союза. Третий полёт на самолёте 15 марта 1966 года выполнил лётчик-испытатель ОКБ В. С. Ильюшин. Затем лётные испытания самолёта продолжили лётчики-испытатели Ю. Н. Харченко, В. М. Морозов, В. А. Дыров, Е. С. Соловьёв, Е. К. Кукушев, В. Н. Кондауров и другие. В июле 1967 года истребитель был показан широкой публике на воздушном параде в Домодедово.
Серийное производство началось в 1966 году. С 1971 по 1975 год было выпущено 450 Су-15ТМ, наиболее совершенной модификации перехватчика. В 1976—1981 годах строился модернизированный учебно-тренировочный Су-15УМ. Всего за время серийного производства было выпущено около 1300 Су-15 всех модификаций.
Истребитель Су-15 долгое время был основой ПВО СССР. Большинство самолётов Су-15ТМ и Су-15УМ были списаны, не выработав до конца свой ресурс, так как они попали под сокращение по договору ОСВ-2.

## Конструкция[7]
Су-15 одноместный сверхзвуковой истребитель-перехватчик — цельнометаллический среднеплан нормальной аэродинамической схемы. Основные конструкционные материалы — алюминиевые сплавы, ряд ответственных узлов изготавливался из легированных сталей, а отдельные элементы хвостовой части фюзеляжа, работающие в условиях высоких температур изготавливались из титанового сплава.
- Фюзеляж — конструктивно состоял из двух частей — головной и хвостовой. Хвостовая часть была спроектирована таким образом, что при необходимости её можно было отсоединить, чтобы отремонтировать двигатель или заменить его. В носовом отсеке головной части находилась радиолокационная станция, установленная под радиопрозрачным конусом. За носовым отсеком располагался отсек с кабиной лётчика, под ним находился закабинный отсек оборудования и ниша передней опоры шасси. Кабина пилота состояла из сдвижной части и неподвижного козырька с бронеблоком. Сдвижная часть была выполнена из термостойкого оргстекла. По бокам были установлены воздухозаборники, оснащённые регулировкой. За отсеком оборудования располагался топливный отсек, разделённый перегородками на три бака. Головная часть фюзеляжа заканчивалась отсеком двигателя. Хвостовая часть фюзеляжа состояла из трёх отсеков и съёмного хвостового обтекателя. Над ней размещались четыре тормозных щитка.
- Крыло — стреловидное, треугольное в плане состояло из двух отъёмных консолей. Каркас каждой консоли состоял из переднего и заднего лонжеронов, балок, стрингеров и нервюр. Конструктивно каждая консоль делилась на пять отсеков: носок, передний отсек, отсек шасси, топливный отсек и хвостовая часть. Топливный отсек был герметичный и в качестве обшивки в нём использовались монолитные штампованные панели. Механизация крыла — отклоняемый закрылок и элерон с осевой аэродинамической компенсацией и весовой балансировкой.
- Хвостовое оперение — киль с рулём направления и цельноповоротный стабилизатор. Киль однолонжеронный с подкосной балкой. В нижней части киля был установлен контейнер тормозного парашюта, а в верхней части законцовка из радиопрозрачного материала, где располагалась антенна радиостанции, а в задней части — обтекатели антенн слепой посадки. Руль направления однолонжеронный, с весовой балансировкой. Стабилизатор состоял из двух половин, каждая из которых крепилась к фюзеляжу при помощи полуоси на двух подшипниках.
- Шасси — классическое трёхстоечное. Передняя опора самоориентирующаяся, оснащалась тормозным колёсами в полёте убиралась в фюзеляж. Основные опоры убирались в крыльевые ниши. Тормоза дисковые с биметаллическим и металлокерамическими элементами. Амортизация — гидропневматическая, подвеска колёс рычажная. Уборка и выпуск шасси выполнялись гидросистемой, торможение и аварийный выпуск пневмосистемой.
- Силовая установка — два турбореактивных двигателя. Тяга одного двигателя в режиме полного форсажа составляла 6600 кгс, на максимальном режиме — 4100 кгс. Топливо — керосин. Топливная система состояла из трёх фюзеляжных и двух крыльевых баков-отсеков общей ёмкостью 6860 литров. Дополнительно в двух подвесных топливных баках могло размещаться ещё 1200 литров.
- Система противопожарной защиты — состоит из противопожарных перегородок и кожухов, системы сигнализации о пожаре, фреоновых огнетушителей и двух распылительных коллекторов.
- Система управления — необратимая бустерная. Проводка управления стабилизатором и элеронами жёсткая при помощи тяг, рулём направления смешанная: от педалей до промежуточного узла тросовая, а далее жёсткая тягами. Для имитации аэродинамических нагрузок в систему управления включены пружинные загрузочные механизмы. В систему продольного управления включены: автомат регулирования загрузки и механизм триммерного эффекта. Исполнительными органами системы управления являлись гидромеханизмы — бустеры.
- Электрическая система — основными источниками электроэнергии на самолёте являлись: два стартер-генератора постоянного тока с напряжением 28,5 В и два генератора переменного тока с напряжением 115 В; аварийный источник постоянного тока — две аккумуляторные батареи с напряжением 22,5 В. Вся самолётная электросеть была выполнена по однопроводной схеме, минусовым проводом служил корпус самолёта. Внешнее светотехническое оборудование самолёта включало в себя: бортовые аэронавигационные огни, расположенные на верхней поверхности крыла, хвостовой огонь на законцовке киля и аналогичные огни на опорах шасси. При рулёжке и на посадке использовались фары на нижней поверхности крыла.
- Гидравлическая система — состоит из четырёх независимых частей: двух основных и двух бустерных. Каждая из систем имеет отдельный независимый источник питания — плунжерные насосы. В случае отказа двигателя, для обеспечения работы системы управления, в левой бустерной системе установлена аварийная насосная станция. Первая силовая система обеспечивала выпуск и уборку шасси и закрылков, открытие и закрытие тормозных щитков, переключение механизма загрузки педалей, автоматическое торможение колёс при уборке шасси, а также управление правым воздухозаборником и створками реактивного сопла правого двигателя. Вторая силовая система обеспечивала работу гидропривода радиолокационной станции, а также управление левым воздухосборником и створками реактивного сопла левого двигателя. Бустерные системы обеспечивают работу только бустеров.
- Пневматическая система — обеспечивала торможение колёс шасси, аварийный выпуск шасси и закрылков, герметизацию фонаря кабины. Сжатый воздух размещался в трёх баллонах ёмкостью по 6 литров, с давлением 200 кг/см². На самолёте также устанавливалась автономная пневмосистема питания гиростабилизаторов ракет.
- Система жизнеобеспечения — состоит из системы кондиционирования воздуха и системы кислородного питания. При полётах на высоте до 10000 м и скорости до 900 км/ч снаряжение пилота состояло из кислородной маски, защитного шлема и вентилируемого комбинезона. При полётах на сверхзвуке лётчик одевал высотный компенсирующий костюм и гермошлем. Система аварийного покидания с катапультируемым креслом обеспечивало аварийное покидание самолёта во всём диапазоне высот и скоростей полёта.
- Пилотажно-навигационное оборудование — состояло из: курсовой системы с указателем курса, авиагоризонт, указатель высоты, указатель скорости, указатель числа Маха, указатель перегрузок, часы, компас, система сигнализации критического угла атаки и обеспечивало полёты самолёта в любое время дня и ночи в любых метеоусловиях.
- Радионавигационное и радиосвязное оборудование — УКВ радиостанция, автоматический радиокомпас, маркерное радиоприёмное устройство, радиовысотомер, ответчик, радиолокационное устройство слепой посадки, бортовая аппаратура радиолинии комплексной системы наведения истребителей на самолёты противника, запросчик-ответчик системы госопознавания.
- Вооружение — две ракеты «воздух-воздух» средней дальности. Использовались ракеты с радиолокационной и тепловой головками самонаведения. Пуск ракет мог осуществляться как одиночно так и залпом, с интервалом 0,5 секунды. В строевых частях самолёты оснащались двумя подвесными контейнерами УПК-23-250 с  двуствольной пушкой ГШ-23Л калибра 23 мм и боезапасом 250 снарядов каждый (подвешивались вместо ПТБ), а также ракетами «воздух-воздух» малой дальности.

## Модификации
| Название модели | Краткие характеристики, отличия.                                             |
| --------------- | ---------------------------------------------------------------------------- |
| Су-15           | Серийный перехватчик.                                                        |
| Су-15бис        | Опытная модель перехватчика с улучшенным БРЭО и двигателями.                 |
| Су-15ВД         | Экспериментальный самолёт для отработки подъёмных ТРД.                       |
| Су-15Т          | Первая модификация.                                                          |
| Су-15ТМ         | Самая совершенная модификация.                                               |
| Су-15УТ         | Двухместный учебно-тренировочный самолёт. Внутризаводской индекс изделие 42. |
| Су-15УМ         | Модернизированный учебно-тренировочный самолёт.                              |

## Тактико-технические характеристики

Проекции Су-15

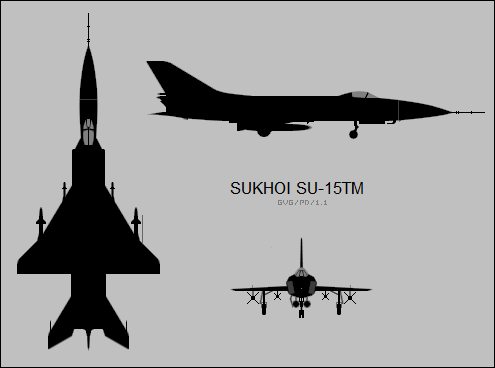
Три проекции Су-15ТМ

Приведённые ниже характеристики соответствуют модификации Су-15ТМ:
Источник данных: «Уголок неба», «Sukhoi Interceptors»

Технические характеристики
- Экипаж: 1 пилот
- Длина: 22,03 м
- Размах крыла: 9,34 м
- Высота: 4,843 м
- Площадь крыла: 36,6 м²
- Угол стреловидности по линии 1/4 хорд: 55°/45°
- База шасси: 5,942 м
- Колея шасси: 4,79 м
- Масса пустого: 10 874 кг
- Нормальная взлётная масса: 17 094 кг
- Максимальная взлётная масса: 17 900 кг
- Посадочная масса: 12 060 кг
- Масса топлива во внутренних баках: 5350—5620 кг
- Объём топливных баков: 6860 л
- Силовая установка: 2 × ТРДФ Р-13Ф-300
  - Бесфорсажная тяга: 2 × 4100 кгс (40,2 кН)
  - Форсажная тяга: 2 × 6600 кгс (64,7 кН)

Лётные характеристики
- Максимальная скорость:  
  - у земли: 1300 км/ч
  - на высоте: 2230 км/ч на 13 000 м (М=2,16)
- Скорость отрыва: 370 км/ч
- Посадочная скорость: 285–295 км/ч
- Боевой радиус: 725 км
- Практическая дальность: 1380 км
- Перегоночная дальность: 1700 км
- Практический потолок: 18 500 м
- Скороподъёмность: 228 м/с
- Нагрузка на крыло: 397 кг/м²
- Тяговооружённость: 0,82
- Длина разбега: 1000—1100 м
- Длина пробега:  
  - без тормозного парашюта: 1050—1150 м
  - с тормозным парашютом: 850—950 м
- Максимальная эксплуатационная перегрузка: +6,5 g
  - с ракетами Р-98: +3,0 g
  - с ракетами Р-60: +5,0 g

Вооружение
- Точки подвески: 6
- Боевая нагрузка: 1500 кг
- Управляемые ракеты: ракеты «воздух-воздух»: 2×Р-98М и 2×Р-60М могли применяться и более старые ракеты типа Р-8М или Р-8М-1, но только при перехвате цели в ЗПС
- Бомбы: 2×ФАБ-250 (вместо ПТБ)

## Состоял на вооружении
- СССР — состоял на вооружении вплоть до распада государства.
- Россия — снят с вооружения в 1994 году[2].
- Украина — после распада СССР получила около 70 Су-15ТМ и некоторое количество Су-15УМ, которые стояли на вооружении 62-го ИАП ПВО (Бельбек) и 636-го ИАП ПВО (Краматорск)[10][11]. Снят с вооружения в 1996 году[2].

## Сохранившиеся экземпляры
| Фото | Тип     | Бортовой номер      | Местонахождение                                                                                    |
| ---- | ------- | ------------------- | -------------------------------------------------------------------------------------------------- |
|      | Су-15   | 37                  | Ходынское поле, Москва                                                                             |
|      | Су-15   | 42                  | Ходынское поле, Москва                                                                             |
|      | Су-15УМ | 50                  | Ходынское поле, Москва                                                                             |
|      | Су-15   | 85                  | Ходынское поле, Москва                                                                             |
|      | Су-15   | ??                  | Северная проходная НКАЗ, Новокузнецк                                                               |
|      | Су-15   | 85                  | Кривой Рог (клуб «Юный Авиатор»), Украина                                                          |
|      | Су-15ТМ | 01                  | Мемориал I корпуса ПВО Заполярья, Абрам-Мыс, Мурманск, Мурманская область                          |
|      | Су-15ТМ | 76                  | Авиационно-технический музей, Луганск, Украина                                                     |
|      | Су-15ТМ | 41                  | Военно-исторический музей Воздушных сил Вооружённых Сил Украины                                    |
|      | Су-15ТМ | 16                  | Государственный музей авиации, Киев, Украина                                                       |
|      | Су-15   | 01                  | Одесский военно-исторический музей, г. Одесса, Украина                                             |
|      | Су-15УМ | 56                  | Полтавский музей дальней и стратегической авиации, Украина                                         |
| фото | Су-15ТМ | 02                  | Североморск, Мурманская область                                                                    |
| Фото | Су-15   | 05                  | Возле могилы Героя СССР Петра Наумовича Зубко, с. Лесное, Украина                                  |
| Фото | Су-15УМ | ?                   | г. Доброполье, Украина                                                                             |
|      | Су-15   | 07                  | пос. Хвойный (Санкт-Петербург)                                                                     |
|      | Су-15ТМ | 265 (старый б/н 29) | п. Сокол (неподалёку от г. Кемь), Карелия                                                          |
|      | Су-15ТМ | 11                  | Центральный музей Великой Отечественной войны, Москва                                              |
|      | Су-15ТМ | 04                  | НАПО имени Чкалова, Новосибирск                                                                    |
|      | Су-15ТМ | 15                  | 514 Авиационный ремонтный завод, Ржев                                                              |
|      | Су-15УМ | 46                  | Музей ПВО, Ржев                                                                                    |
|      | Су-15   | 30                  | г. Невьянск, Свердловская область                                                                  |
|      | Су-15ТМ | 31                  | п. Золотая Долина, Приморский край                                                                 |
|      | Су-15ТМ | 39                  | Центральный музей Вооружённых Сил, Москва                                                          |
|      | Су-15   | 40                  | Памятник возле Дома Офицеров. Демонтирован в 2020-м году , Южно-Сахалинск                          |
|      | Су-15УМ | 55                  | Двор средней школы № 15, посёлок Заря Балашихинского района Московской обл., порезан на металлолом |
|      | Су-15ТМ | 77                  | Новоалександровск, Ставропольский край, Россия                                                     |
|      | Су-15   | 87                  | п. Шишкино, Ставропольский край, Россия                                                            |
|      | Т-58Л   | 11                  | Центральный музей Военно-воздушных сил РФ, Монино                                                  |
|      | Су-15ТМ | ?                   | п. Хурба, Хабаровский край, в/ч 77944                                                              |
|      | Су-15   | 01                  | Дорохово, Тверская область                                                                         |

## Потери
Представленные данные не полные и не окончательные.
| Дата         | Страна                                    | Место аварии                    | Жертвы        | Краткое описание |
| ------------ | ----------------------------------------- | ------------------------------- | ------------- | --- |
| 1970         | Союз Советских Социалистических Республик | г. Вайнёде Латвийская ССР       | 1/1           | Самолёт 54 гвИАП, бортовой номер № 34-синий. Разбился при взлёте по тревоге. Погиб капитан Юмашев. |
| 07.05.1971   | Союз Советских Социалистических Республик | г. Арциз, Украинская ССР        | 1             | Самолёт 90 ИАП совершал упражнение посадки на чужой аэродром (Арциз — Стрый). При возвращении назад самолёт упал в Карпатах. Лётчик Сайфуллин, и. о. командира 1-й эскадрилии погиб. |
| 24.12.1976   | Союз Советских Социалистических Республик | Московская область, РСФСР       | 1             | Самолёт № 1115337 совершал испытательный перегон с аэродрома Луховицы на аэродром Раменское, упал через три минуты после взлёта. Погиб лётчик, капитан Л. Д. Рыбиков. |
| 07.12.1977   | Союз Советских Социалистических Республик | Клин                            | 1/1+1/1+1/1+1 | Три катастрофы в течение 17 минут по причине сложных метеоусловий и навигационных ошибок при посадке. Среди погибших — генерал-майор Кадышев Владислав Филиппович, главный штурман авиации ПВО СССР, заместитель командира 192 ИАП, лётчик-снайпер полковник Фомин, командир звена 192 ИАП, майор Тищенко Владимир Дмитриевич и местный житель. |
| 12.10.1979   | Союз Советских Социалистических Республик | Цивильский район, Чувашская ССР | 1/1           | Самолёт 681 ИАП, аэродром Данилово под Йошкар-Олой. Разбился во время ночного учебно-тренировочного полёта. Погиб лейтенант Скамейкин Сергей Владимирович. |
| 18.07.1981   | Союз Советских Социалистических Республик | Армянская ССР                   | 1/0+4         | Самолёт 166 ИАП, аэродром Сандар, Марнеули, Грузинская ССР. Участвовал в перехвате аргентинского транспортного самолёта Canadair CL-44 и вынужден был совершить таран. В результате машина получила повреждения, лётчик катапультировался. |
| 16.08.1983   | Союз Советских Социалистических Республик | Краматорск                      | 0/1+0/1       | Над Старым городом при заходе на посадку столкнулись два Су-15 — один местный, другой — из Моршанска. Причина — ошибки служб радиосвязи. Один самолёт упал на улицу Мичурина, разрушен дом в частном секторе, лётчик катапультировался. Другой — с повреждениями осуществил посадку на аэродром. Жертв нет. |
| июль 1985    |                                           | Балтийское море                 | 1             | Самолёт 54-го гв. ИАП, авиабаза Вайноде, бортовой номер №36-жёлтый. Выполнял в составе пары задачу по прикрытию проводившихся морских учений КБФ. К ордеру кораблей попытался прорваться шведский самолёт-разведчик SH-37, (крыло F13, авиабаза Норрчёпинг) однако был встречен парой Су-15. Один из них остался в отдалении, а второй, пилотируемый капитаном С. Жигулёвым, сблизился на несколько десятков метров, "выдавливая" его с курса. Пилот "Виггена" капитан Йорен Ларссен (Göran Larsson) попытался оторваться от него активным маневрированием на малой высоте. Су-15, рассчитанный в первую очередь на сверхзвуковой перехват бомбардировщиков и обладающий значительно худшей маневренностью и устойчивостью в подобных условиях, потерял управление, ударился о волны и затонул; лётчик не успел катапультироваться и погиб. Пилот SH-37 смог оторваться от преследования другим Су-15 и вернуться на базу (получал ли пилот второго Су-15 разрешение на открытие огня — неизвестно). Командующий ВВС Швеции Свен-Олаф Олсон принёс официальные извинения в связи с данным инцидентом; советская сторона не освещала происшествие в печати и не делала никаких официальных заявлений . |
| июль 1986    | Флаг СССР                                 | Севастополь                     | 1             | самолёт 62 ИАП ПВО аэродром Бельбек. Упал в море на большом удалении от берега, при отработке воздушного боя. Погиб старший лейтенант Мысник. |
| декабрь 1986 | Флаг СССР                                 | Севастополь                     | 1             | самолёт 62 ИАП ПВО аэродром Бельбек. Упал в море на посадочном курсе, во время ночных полётов, в сложных метеоусловиях. Погиб майор Ковылин. |
| 31.03.1987   | Флаг СССР                                 | Севастополь                     | 1             | самолёт 62 ИАП ПВО аэродром Бельбек. Упал в море при пилотировании на малой высоте. Погиб командующий авиацией 8-й армии ПВО (Киев), генерал-майор Уманец А. М. |

## Галерея

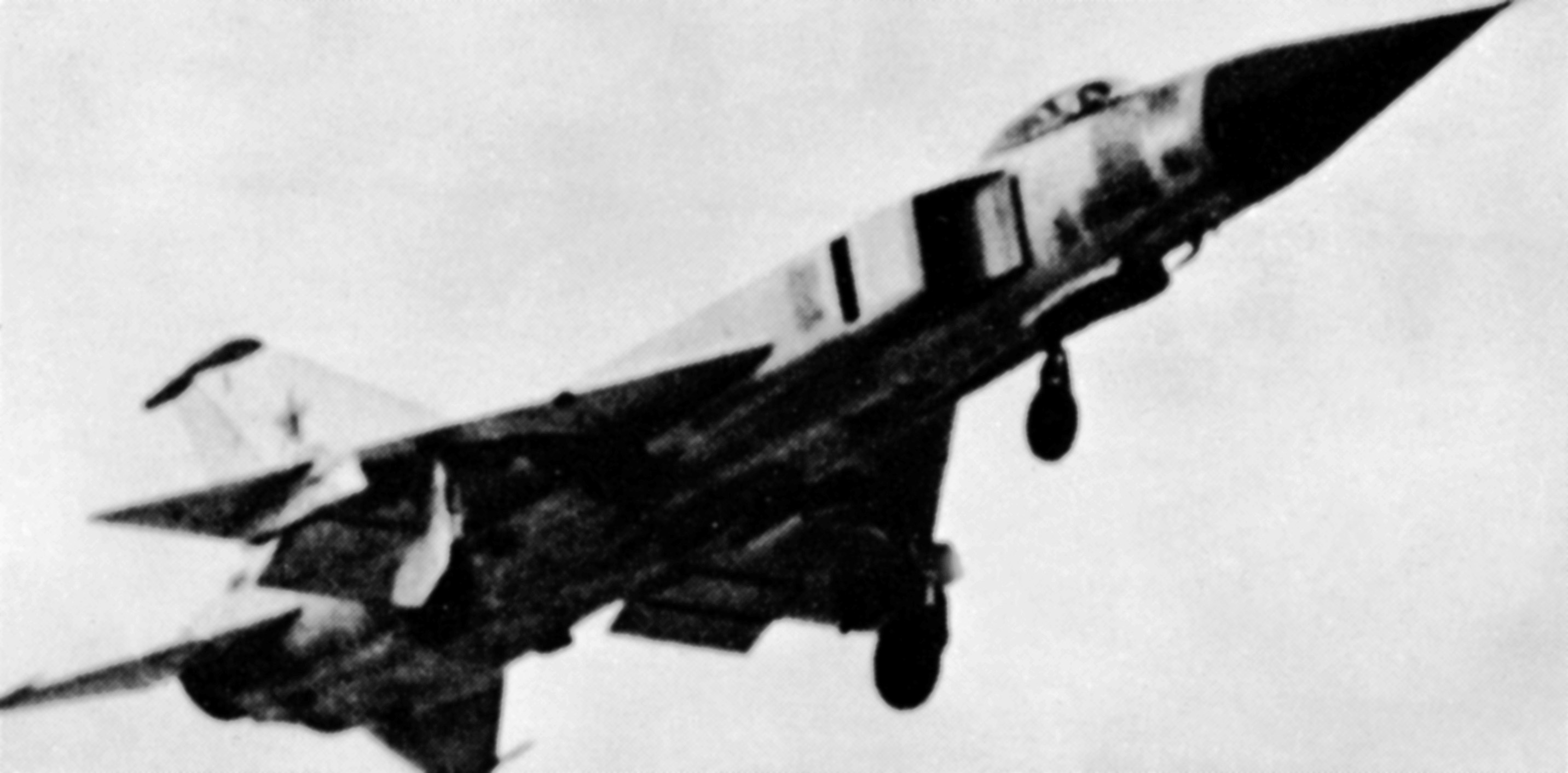
Су-15
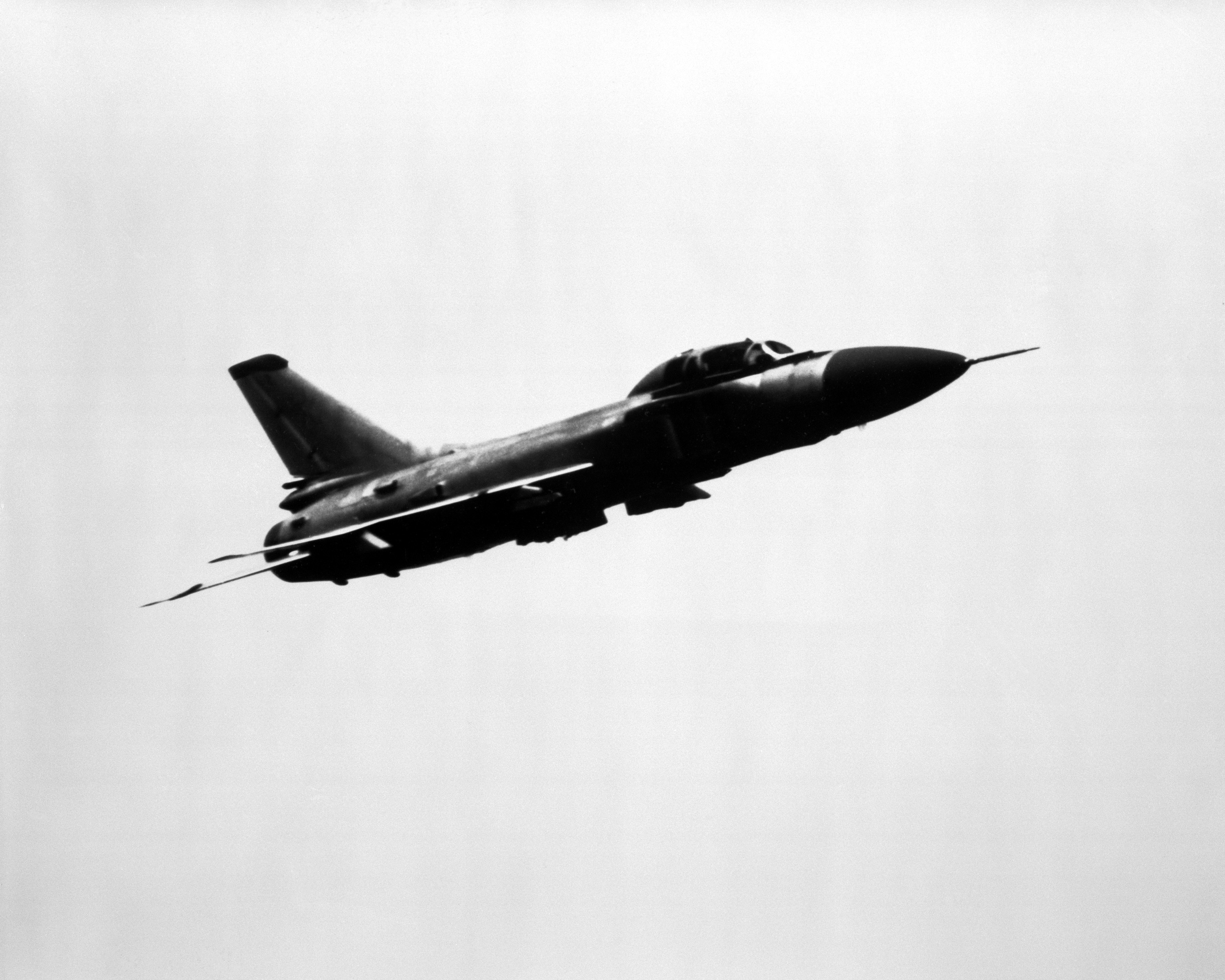
Су-15ТМ
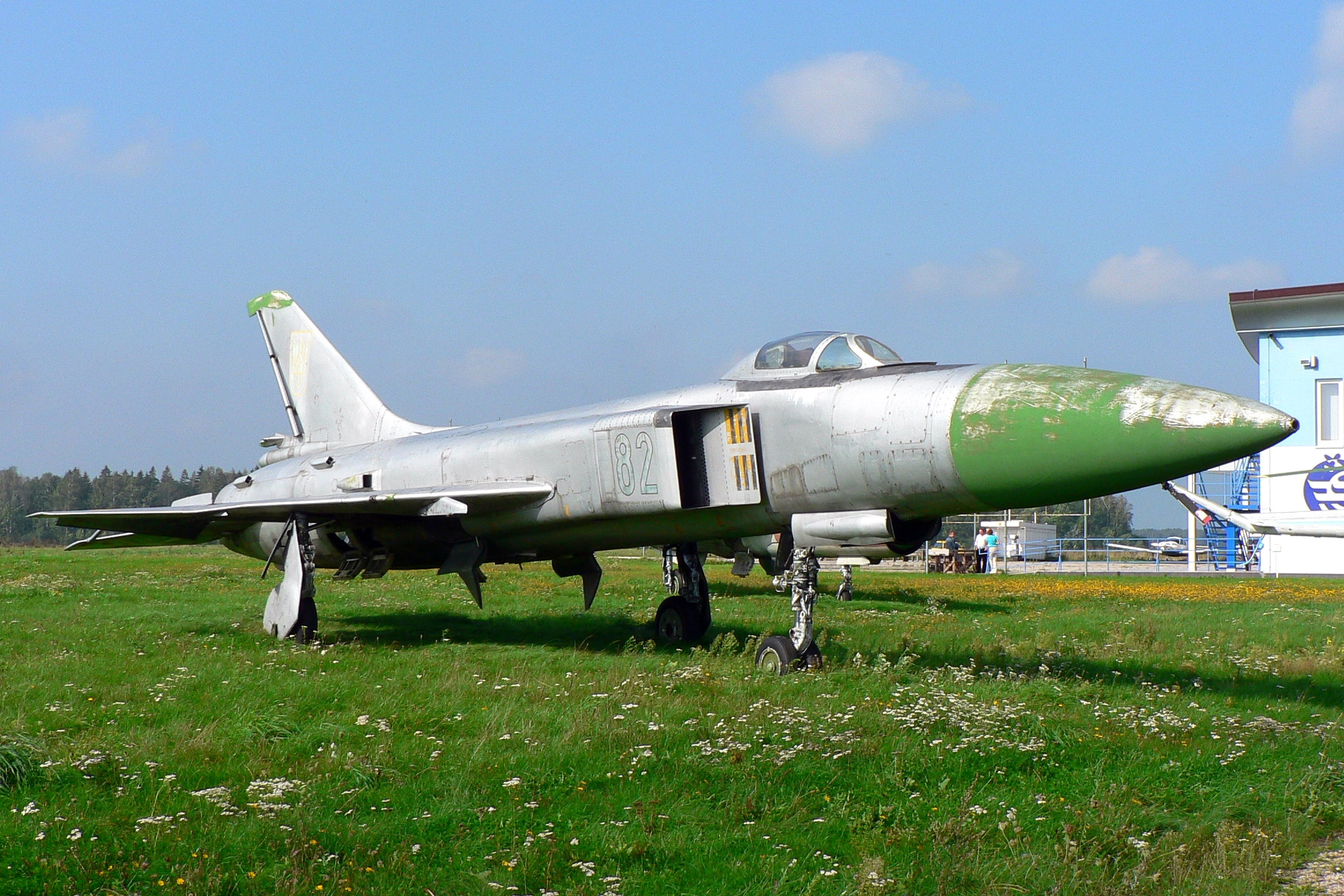
Су-15ТМ в экспозиции музея
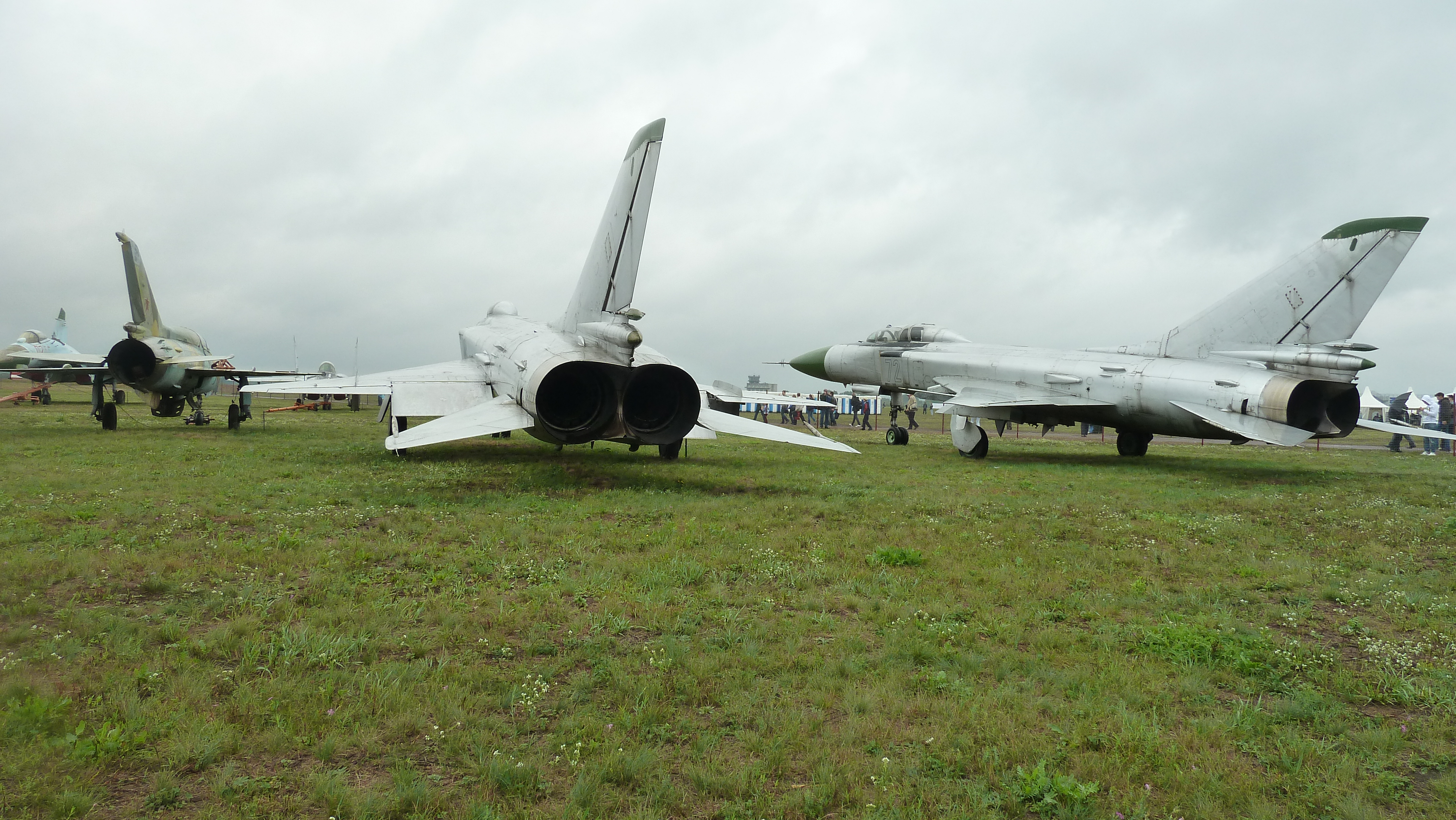
Су-15ТМ на площадке ЛИИ имени М. М. Громова
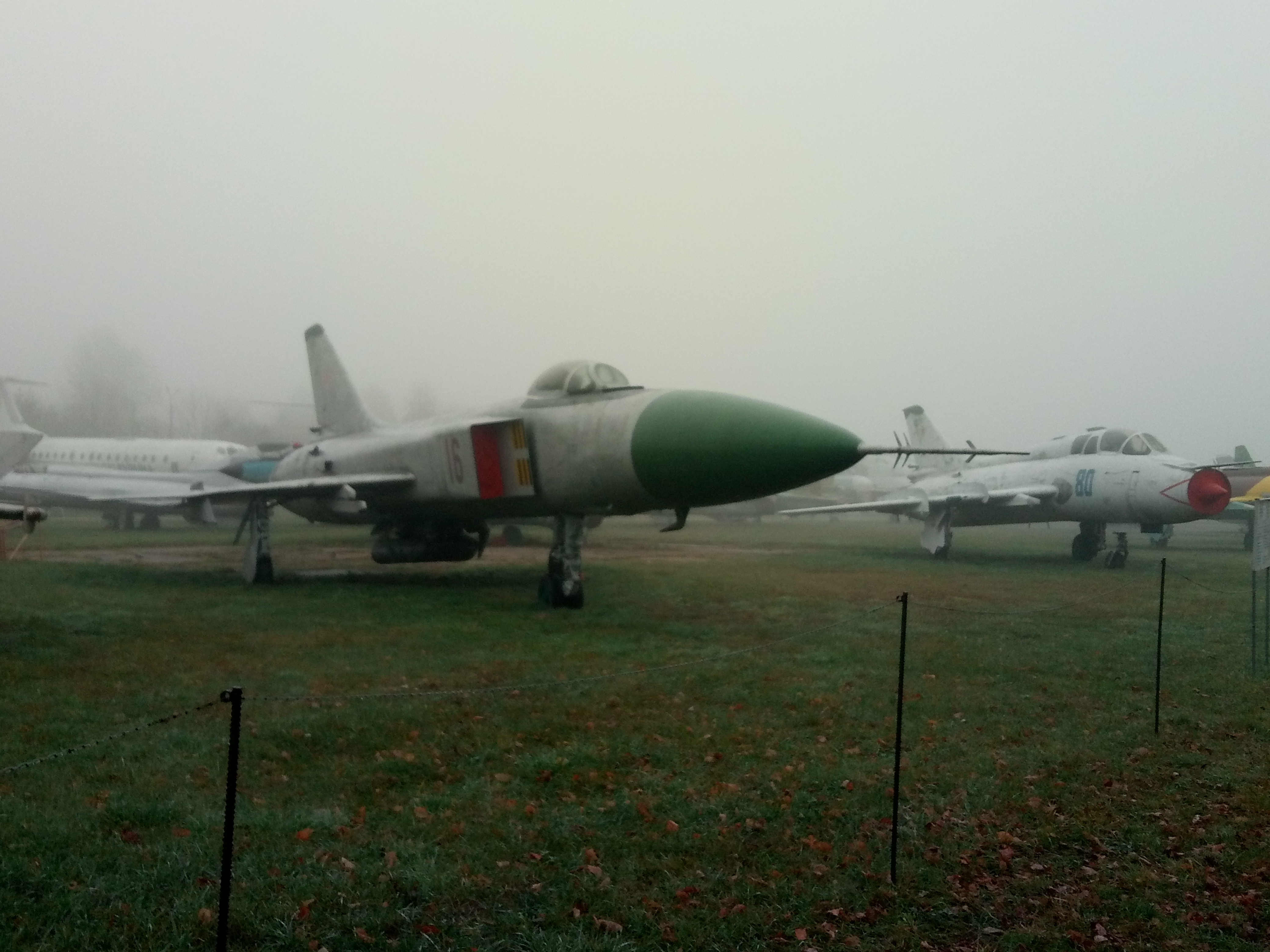
Су-15ТМ в киевском авиамузее «Музей авиации»                                                                              ⠀⠀⠀⠀⠀⠀⠀⠀⠀⠀⠀⠀⠀⠀⠀⠀⠀⠀⠀⠀⠀⠀⠀⠀⠀⠀⠀⠀⠀⠀⠀⠀⠀⠀⠀⠀⠀⠀⠀⠀⠀⠀⠀⠀⠀
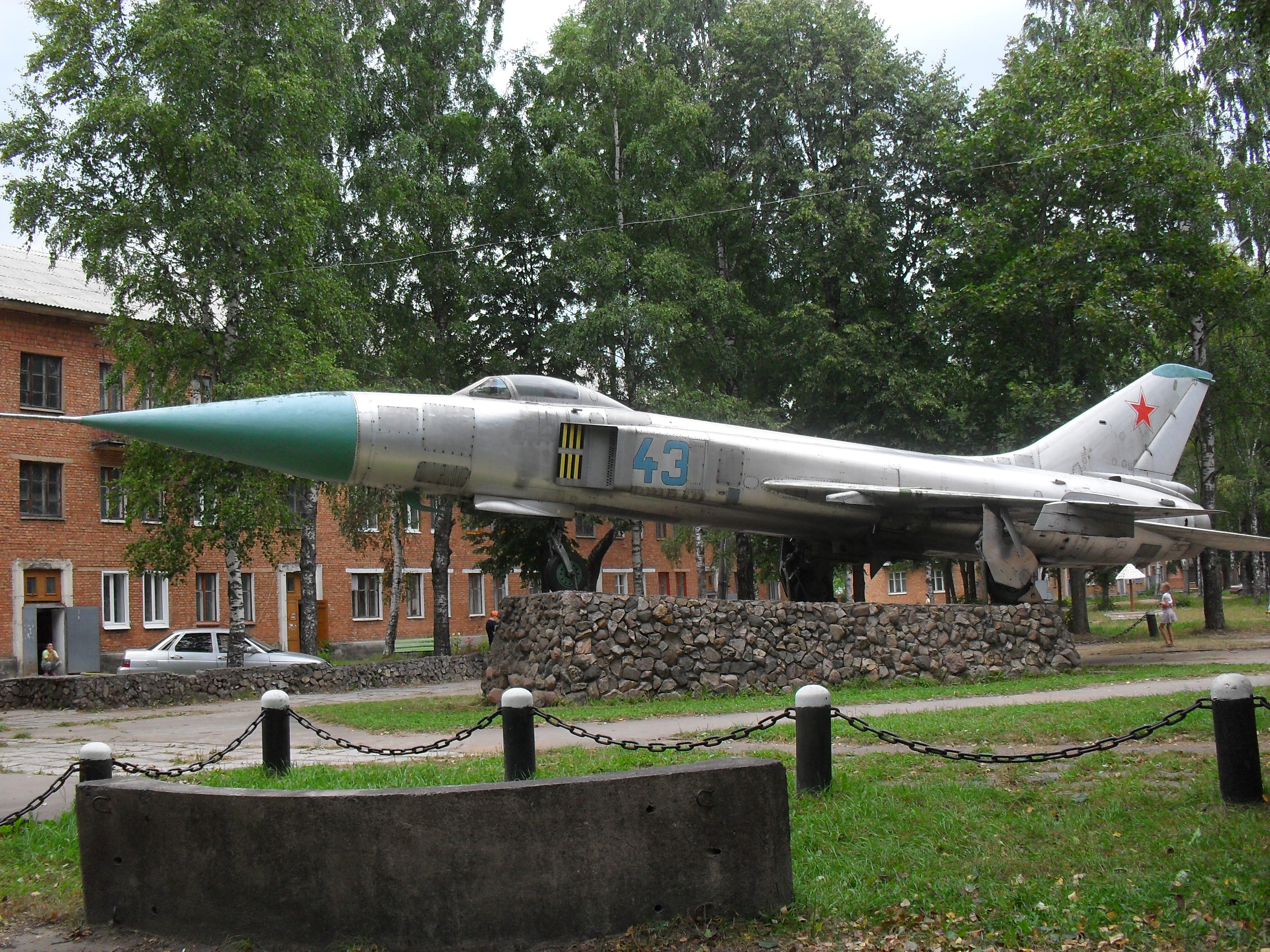
Су-15 как целая эпоха города Андреаполя